# 小笠原春義
小笠原 春義（おがさわら はるよし）は、戦国時代の武将。

## 生涯

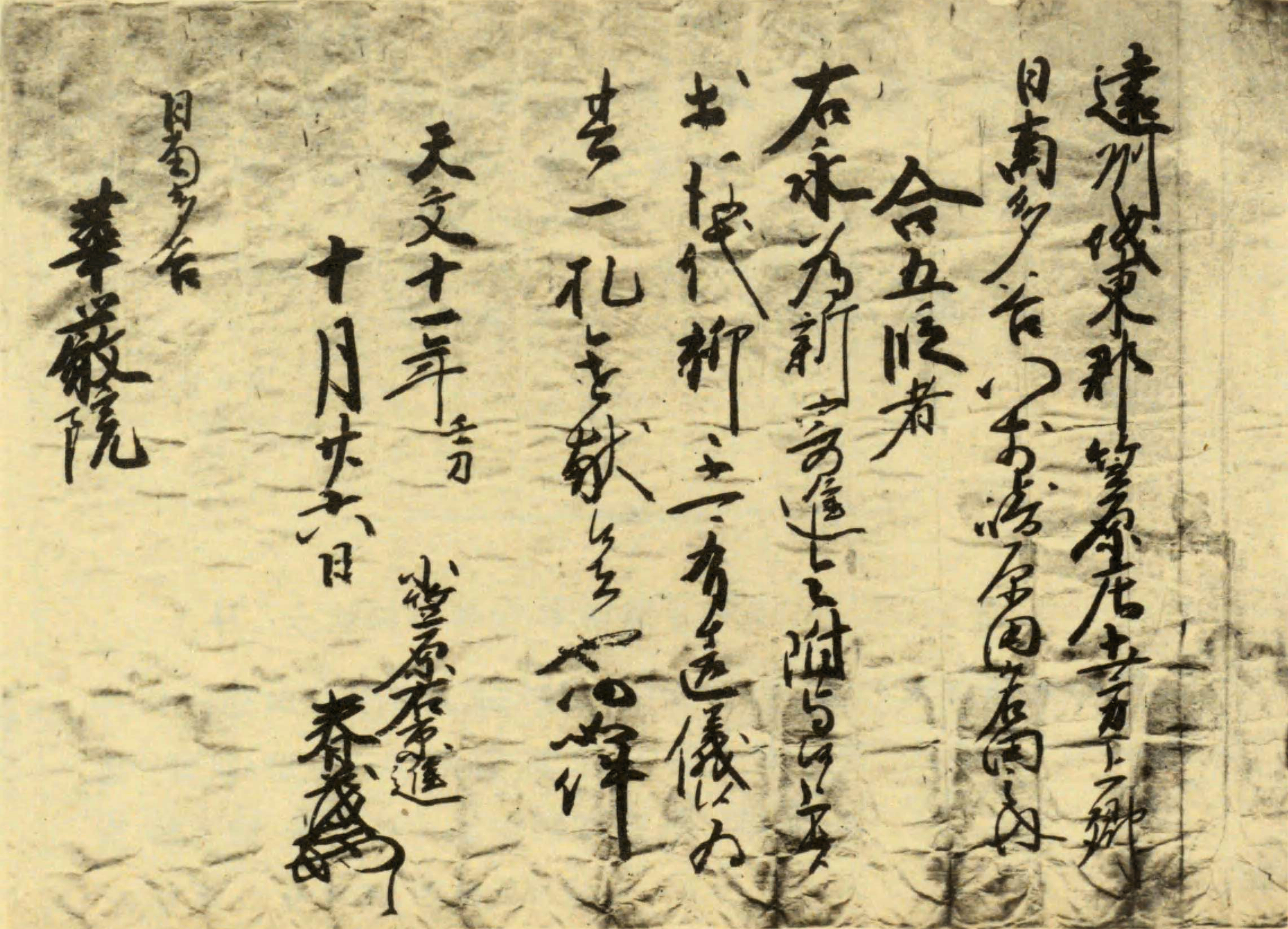
華嚴院への寄進状（『小笠原春茂寺領寄進狀』天文11年10月26日、華嚴院蔵）

小笠原長高の長男。子に小笠原氏興、福島綱氏（福島基綱の養子となる）、小笠原清広（庶子のため別家を興す）、小笠原義頼（氏興の子信興の跡を相続）がいる。清広、義頼の家系は共に紀州徳川家の家臣となった。
大永元年（1521年）、当時の高天神城主であった福島正成が今川氏親に離反した際にこれを討伐し、入れ替わりに高天神城主となる。
妻は今川氏親の娘とされるが、同時代の史料で確認出来ない上、『寛永諸家系図伝』に記載されていないのは不自然であるとして、後世の創作説もある。ただし、春義の子が今川氏の一門で家中でも最上位に属する「御一家衆」にしか許されていなかった「氏」の偏諱を与えられていることから、母親である春義の妻が御一家衆の出身でこれによって春義も今川氏一門に准じた扱いを受けた可能性は高いとみられる。